# Ceroctis trispila
Ceroctis trispila es una especie de coleóptero de la familia Meloidae.

## Distribución geográfica
Habita en Angola.